# Xylopia flexuosa
Xylopia flexuosa är en kirimojaväxtart som beskrevs av Friedrich Ludwig Diels. Xylopia flexuosa ingår i släktet Xylopia och familjen kirimojaväxter. Utöver nominatformen finns också underarten X. f. .X. f. latifolia.